# Tuoro sul Trasimeno
Tuoro sul Trasimeno is een gemeente in de Italiaanse provincie Perugia (regio Umbrië) en telt 3725 inwoners (31-12-2004). De oppervlakte bedraagt 55,6 km², de bevolkingsdichtheid is 67 inwoners per km².

## Demografie
Tuoro sul Trasimeno telt ongeveer 1620 huishoudens. Het aantal inwoners steeg in de periode 1991-2001 met 0,6% volgens cijfers uit de tienjaarlijkse volkstellingen van ISTAT.
| Jaar | Inwoneraantal |
| ---- | ------------- |
| 1991 | 3563          |
| 2001 | 3585          |

## Geografie
De gemeente ligt op ongeveer 309 m boven zeeniveau.
Tuoro sul Trasimeno grenst aan de volgende gemeenten: Castiglione del Lago, Cortona (AR), Lisciano Niccone, Magione, Passignano sul Trasimeno.